# Distretto di Kanra

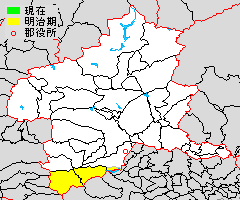
mappa

Il distretto di Kanra (甘楽郡, Kanra-gun?) è uno dei distretti della prefettura di Gunma, in Giappone.
Attualmente fanno parte del distretto i comuni omonimo comune di Kanra, Nanmoku e Shimonita

## Storia
1925 obata diventa una città
| Controllo di autorità | VIAF (EN) 251206232 · NDL (EN, JA) 00631417 |